# Torneig de les Cinc Nacions 1972
El Torneig de les Cinc Nacions de 1972 fou la 43a edició en el format de cinc nacions i la 78a tenint en compte les edicions del Home Nations Championship. El torneig, però, s'hauria de donar per inacabat per primera vegada des de la 2a Guerra Mundial, davant la negativa d'Escòcia i de Gal·les de viatjar a Dublín a causa de l'escalada de la tensió política a Irlanda del Nord i entre els governs britànics i irlandès. Tot i que es van jugar els partits restants, i que tant Irlanda com Gal·les van guanyar tots els seus partits, cap d'ells va poder reclamar el títol. Per omplir el buit dels dos partits que faltaven, França va jugar un partit amistós a Dublín (a més del partit programat a París). En total nou partits es van disputar entre el 15 de gener i el 29 d'abril. França, va jugar els seus partits com a local a Colombes, ja que el Parc dels Prínceps de París estava en remodelació.

## Classificació
| Posició | Nació      | Partits | Partits  | Partits  | Partits | Punts   | Punts     | Punts      | Taula de punts |
| Posició | Nació      | Jugats  | Guanyats | Empatats | Perduts | A Favor | En contra | Diferència | Taula de punts |
| ------- | ---------- | ------- | -------- | -------- | ------- | ------- | --------- | ---------- | -------------- |
| 1       | Gal·les    | 3       | 3        | 0        | 0       | 67      | 21        | +46        | 6              |
| 2       | Irlanda    | 2       | 2        | 0        | 0       | 30      | 21        | +9         | 4              |
| 3       | Escòcia    | 3       | 2        | 0        | 1       | 55      | 53        | +2         | 4              |
| 4       | França     | 4       | 1        | 0        | 3       | 61      | 66        | −5         | 2              |
| 5       | Anglaterra | 4       | 0        | 0        | 4       | 36      | 88        | −52        | 0              |

## Resultats
| Anglaterra | 3–12 | Gal·les | 15 de gener de 1972 {{{time}}} - Twickenham, Londres Assistència: 72.000 espectadors Àrbitre: J Young (Escòcia) |
|            |      |         | 15 de gener de 1972 {{{time}}} - Twickenham, Londres Assistència: 72.000 espectadors Àrbitre: J Young (Escòcia) |

| Escòcia | 20–9 | França | 15 de gener de 1972 {{{time}}} - Murrayfield, Edimburg Assistència: 50.000 espectadors Àrbitre: M Joseph (Gal·les) |
|         |      |        | 15 de gener de 1972 {{{time}}} - Murrayfield, Edimburg Assistència: 50.000 espectadors Àrbitre: M Joseph (Gal·les) |

| França | 9–14 | Irlanda | 29 de gener de 1972 {{{time}}} - Stade Olympique Yves-du-Manoir, Colombes Assistència: 35.000 espectadors Àrbitre: A Lewis (Gal·les) |
|        |      |         | 29 de gener de 1972 {{{time}}} - Stade Olympique Yves-du-Manoir, Colombes Assistència: 35.000 espectadors Àrbitre: A Lewis (Gal·les) |

| Gal·les | 35–12 | Escòcia | 25 de febrer de 1972 {{{time}}} - National Stadium, Cardiff Assistència: 50.000 espectadors Àrbitre: G Jamieson (Irlanda) |
|         |       |         | 25 de febrer de 1972 {{{time}}} - National Stadium, Cardiff Assistència: 50.000 espectadors Àrbitre: G Jamieson (Irlanda) |

| Anglaterra | 12–16 | Irlanda | 12 de febrer de 1972 {{{time}}} - Twickenham, Londres Àrbitre: R Austry (França) |
|            |       |         | 12 de febrer de 1972 {{{time}}} - Twickenham, Londres Àrbitre: R Austry (França) |

| França | 37–12 | Anglaterra | 26 de febrer de 1972 {{{time}}} - Stade Olympique Yves-du-Manoir, Colombes Assistència: 45.000 espectadors Àrbitre: T Grierson (Escòcia) |
|        |       |            | 26 de febrer de 1972 {{{time}}} - Stade Olympique Yves-du-Manoir, Colombes Assistència: 45.000 espectadors Àrbitre: T Grierson (Escòcia) |

| Escòcia | 23–9 | Anglaterra | 18 de març de 1972 {{{time}}} - Murrayfield, Edimburg Assistència: 60.000 espectadors Àrbitre: M Joseph (Gal·les) |
|         |      |            | 18 de març de 1972 {{{time}}} - Murrayfield, Edimburg Assistència: 60.000 espectadors Àrbitre: M Joseph (Gal·les) |

| Gal·les | 20–6 | França | 25 de març de 1972 {{{time}}} - National Stadium, Cardiff Assistència: 50.000 espectadors Àrbitre: M Titcomb (Anglaterra) |
|         |      |        | 25 de març de 1972 {{{time}}} - National Stadium, Cardiff Assistència: 50.000 espectadors Àrbitre: M Titcomb (Anglaterra) |

| Irlanda | 24–14 (Amistós) | França | 29 d'abril de 1972 {{{time}}} - Lansdowne Road, Dublín Assistència: 35.000 espectadors Àrbitre: R Johnson (Anglaterra) |
|         |                 |        | 29 d'abril de 1972 {{{time}}} - Lansdowne Road, Dublín Assistència: 35.000 espectadors Àrbitre: R Johnson (Anglaterra) |